# Abdallah ben Sulayman al-Tinmali
Abou Abdallah Mohamed ben Sulayman al-Tinmali, ou plus simplement Abdallah ben Sulayman al-Tinmali, est un chef berbère masmouda originaire de la tribu de Mesekkâla des Ahl Tinmel, dans le Haut Atlas marocain. Il est membre du Conseil des Dix,, instance suprême du mouvement almohade, comme son frère Yusuf ben Sulayman.
Après la purge (i'tiraf) menée par Abd al-Mumin, Abdallah ben Sulayman est nommé gouverneur de Ceuta, et amiral de la marine almohade.